# Contratransferencia
Contratransferencia es un concepto de la teoría psicoanalítica que se utiliza para denominar las reacciones, actitudes, pensamientos e ideas que de manera inconsciente el psicoanalista produce en la relación con su paciente o analizando, particularmente aquellas que surgen como respuesta a la transferencia o a los «fenómenos transferenciales» que ocurren en este último.

## La contratransferencia en la definición de Sigmund Freud
Sigmund Freud se refirió de manera directa al fenómeno de la contratransferencia solo en escasos pasajes de su obra. En 1910 , en su discurso inaugural del II Congreso de Psicoanálisis y hablando acerca de las innovaciones introducidas en la técnica psicoanalítica y de la necesidad de seguir desarrollándola, Freud señala que la contratransferencia «se instala en el médico por el influjo que el paciente ejerce sobre su sentir inconsciente» y agrega que  es necesario que el psicoanalista esté en condiciones de detectarla como tal y de dominarla. Fundamenta además que, al  existir en 1910 un mayor número de personas que ejercen el psicoanálisis,  se hacía posible concluir algunas cuestiones acerca de su trabajo, entre otras,  determinar que «cada psicoanalista solo llega hasta donde se lo permiten sus propios complejos y resistencias interiores» por lo que el autoanálisis como actividad inicial  y su permanente profundización es para todo psicoanalista una condición imprescindible para ejercer su oficio.  «Quien no consiga nada con ese autoanálisis puede considerar que carece de la aptitud para analizar enfermos». Aunque  algunos años más tarde a Freud ya no le parecerá suficiente el autoanálisis y postulará la necesidad del psicoanálisis didáctico, lo esencial se mantiene: la única manera de discernir y controlar el fenómeno de la contratransferencia es el análisis del propio analista.

## Discusión y desarrollo teórico ulterior
La contratransferencia es un tema controvertido al interior del psicoanálisis. La primera fuente de discusión es la definición misma: Mientras unos se inclinan por una noción ampliada, donde la contratransferencia designa todos los procesos inconscientes que gatilla el analizado en el analista o más aún, todo lo que desde el inconsciente del analista pueda intervenir en la cura, otros autores como Daniel Lagache,  proponen un concepto más restringido, donde contratransferencia se referiría específicamente a la reacción del analista frente a la transferencia del paciente. Sin embargo, el asunto alcanza aquí una mayor complejidad, puesto que esta última definición da pie a la posibilidad de definir fenómenos de transferencia y de contratransferencia a ambos lados de la relación analítica, es decir tanto en el analizado como en el analista.
También existen definiciones intermedias como la de Ralph Greenson, quien prefiere hablar de «reacciones transferenciales» y «reacciones contratransferenciales» pudiendo ser estas últimas causantes de fallas en la aplicación de la técnica cuando el analista reacciona ante su paciente como si este fuese una persona importante de su propia historia vital  y no es capaz de detectar a tiempo que ello está ocurriendo. Para este autor, la contratransferencia es una reacción transferencial del analista ante un paciente, un espejo o contrapieza de la transferencia. El prefijo «contra» en «contratransferencia» significa «análogo», «doble», como  «contra» en  «contrapieza» y no como en «contraataque», donde significa opuesto o contrario.
La segunda controversia se refiere a la manera en que deberían  manejarse los fenómenos contratransferenciales durante el tratamiento psicoanalítico. Existen quienes abogan por la máxima eliminación o reducción de las manifestaciones de la contransferencia por medio del análisis personal, puesto que es lo único que garantizaría que  en la relación analítica el analista ofrezca un espejo neutral en el que solo debe proyectarse la transferencia del paciente. Pero también hay analistas que prefieren utilizar activamente los fenómenos contratransferenciales  (aunque controladamente) en el trabajo del análisis. Por último hay psicoanalistas que  ponen el énfasis en la necesidad de posibilitar una comunicación «de inconsciente a inconsciente», lo que implicaría involucrar directamente en la interpretación las reacciones contratransferenciales del analista.